# يونيس (نيومكسيكو)
يونيس (بالإنجليزية: Eunice, New Mexico)‏ هي مدينة تقع في الولايات المتحدة في مقاطعة ليا، نيومكسيكو. يقدر عدد سكانها بـ 2,562 نسمة ومساحتها 7.6 كم2 وترتفع عن سطح البحر 1,051 متر.

## التركيبة السكانية
حدّد مكتب تعداد الولايات المتحدة بيانات التركيبة السكانية ليونيس في تعداد الولايات المتحدة. في ما يلي، التركيبة السكانية حسب تعدادي 2000 و2010.

### تعداد عام 2000
بلغ عدد سكان يونيس 2,562 نسمة بحسب تعداد عام 2000، وبلغ عدد الأسر 942 أسرة وعدد العائلات 709 عائلة مقيمة في المدينة. في حين سجلت الكثافة السكانية 250.2 نسمة لكل كيلومتر مربع (648.0/ميل2). وبلغ عدد الوحدات السكنية 1,110 وحدة بمتوسط كثافة قدره 108.4 لكل كيلومتر مربع (280.8/ميل2).
وتوزع التركيب العرقي للمدينة بنسبة 71% من البيض و1.09% من الأمريكيين الأفارقة و0.43% من الأمريكيين الأصليين و0.12% من الأمريكيين ذوي الأصول الآسيوية و24.43% من الأعراق الأخرى و2.93% من عرقين مختلطين أو أكثر و39.62% من الهسبانيون أو اللاتينيون من أي عرق.
بلغ عدد الأسر 942 أسرة كانت نسبة 41.8% منها لديها أطفال تحت سن الثامنة عشر تعيش معهم، وبلغت نسبة الأزواج القاطنين مع بعضهم البعض 60% من أصل المجموع الكلي للأسر، ونسبة 9% من الأسر كان لديها معيلات من الإناث دون وجود شريك، بينما كانت نسبة 6.3% من الأسر لديها معيلون من الذكور دون وجود شريكة وكانت نسبة 24.7% من غير العائلات. تألفت نسبة 22.9% من أصل جميع الأسر من عدة أفراد يعيشون في نفس المنزل ونسبة 11.4% كانت تتألف من شخص يعيش بمفرده يبلغ من العمر 65 عاماً أو أكثر. وبلغ متوسط حجم الأسرة المعيشية 2.72، أما متوسط حجم العائلات فبلغ 3.20.
بلغ العمر الوسطي للسكان 34.1 عاماً. وكانت نسبة 29.5% من القاطنين تحت سن الثامنة عشر، وكانت نسبة 11.1% بين الثامنة عشر والرابعة والعشرين عاماً، ونسبة 27.2% كانت واقعةً في الفئة العمرية ما بين الخامسة والعشرين والرابعة والأربعين عاماً، ونسبة 19.4% كانت ما بين الخامسة والأربعين والرابعة والستين، ونسبة 12.8% كانت ضمن فئة الخامسة والستين عاماً فما فوق. يوجد لكل 100 أنثى 100.2 ذكر، ويوجد لكل 100 أنثى في الثامنة عشر من عمرها فما فوق 101.0 ذكر.
بلغ متوسط دخل الأسرة في المدينة 31,722 دولارًا، أما متوسط دخل العائلة فبلغ 38,808 دولارًا. وكان متوسط دخل الذكور 30,216 دولارًا مقابل 21,400 دولارًا للإناث. وسجل دخل الفرد الخاص بالمدينة 14,373 دولارًا. وكانت نسبة 14.2% من العائلات ونسبة 15.6% من السكان تحت خط الفقر، وكان من هؤلاء نسبة 18.9% تحت سن الثامنة عشر ونسبة 10.1% في الخامسة والستين من العمر وما فوق.

### تعداد عام 2010
بلغ عدد سكان يونيس 2,922 نسمة بحسب تعداد عام 2010، وبلغ عدد الأسر 1,073 أسرة وعدد العائلات 769 عائلة مقيمة في المدينة. في حين سجلت الكثافة السكانية 285.4 نسمة لكل كيلومتر مربع (739.2/ميل2). وبلغ عدد الوحدات السكنية 1,264 وحدة بمتوسط كثافة قدره 123.4 لكل كيلومتر مربع (319.6/ميل2).
وتوزع التركيب العرقي للمدينة بنسبة 83.06% من البيض و1.13% من الأمريكيين الأفارقة و0.68% من الأمريكيين الأصليين و0.38% من الأمريكيين ذوي الأصول الآسيوية و0.07% من سكان جزر المحيط الهادئ و12.70% من الأعراق الأخرى و1.98% من عرقين مختلطين أو أكثر و47.50% من الهسبانيون أو اللاتينيون من أي عرق.
بلغ عدد الأسر 1,073 أسرة كانت نسبة 39.8% منها لديها أطفال تحت سن الثامنة عشر تعيش معهم، وبلغت نسبة الأزواج القاطنين مع بعضهم البعض 53.9% من أصل المجموع الكلي للأسر، ونسبة 10.1% من الأسر كان لديها معيلات من الإناث دون وجود شريك، بينما كانت نسبة 7.7% من الأسر لديها معيلون من الذكور دون وجود شريكة وكانت نسبة 28.3% من غير العائلات. تألفت نسبة 23.9% من أصل جميع الأسر من عدة أفراد يعيشون في نفس المنزل ونسبة 8.9% كانت تتألف من شخص يعيش بمفرده يبلغ من العمر 65 عاماً أو أكثر. وبلغ متوسط حجم الأسرة المعيشية 2.72، أما متوسط حجم العائلات فبلغ 3.25.
بلغ العمر الوسطي للسكان 33.6 عاماً. وكانت نسبة 28.7% من القاطنين تحت سن الثامنة عشر، وكانت نسبة 8.9% بين الثامنة عشر والرابعة والعشرين عاماً، ونسبة 25.3% كانت واقعةً في الفئة العمرية ما بين الخامسة والعشرين والرابعة والأربعين عاماً، ونسبة 26.3% كانت ما بين الخامسة والأربعين والرابعة والستين، ونسبة 10.8% كانت ضمن فئة الخامسة والستين عاماً فما فوق. وتوزع التركيب الجنسي للسكان بنسبة 51.6% ذكور و48.4% إناث.